# Hartmut Riederer
Hartmut Riederer (* 11. Juli 1942 in Kötzting; † 28. Mai 2025 in Neuburg/Donau) war ein deutscher Maler, Schriftsteller und Schauspieler.

## Leben
Hartmut Riederer wuchs auf im schwäbischen Krumbach. Seit 1951 lebte er in München. Er studierte dort Philosophie und Germanistik. Später wirkte er neben seinen literarischen Aktivitäten auch als bildender Künstler. Er übernahm mehrfach Rollen in Filmen von Herbert Achternbusch und arbeitete mit dem Gautinger Marionettentheater-Ensemble „Puppet Players“ zusammen. 1985 nahm er am Ingeborg-Bachmann-Wettbewerb in Klagenfurt teil.
Hartmut Riederer ist Verfasser von Romanen, Gedichten und Theaterstücken.
Hartmut Riederer war seit 1998 Mitglied des PEN-Zentrums Deutschland. 1983 erhielt er ein Literaturstipendium der Stadt München.

## Werke
- Unter, Ober, König, Sau, Gantig 1980 (zusammen mit Susanne Forster und Stefan Fichert)
- Deutschland, wo liegt es, München 1982
- Knabenspielzeug, München 1985
- Vollgas, München 1989
- Todesbilder - Zeichnungen, Radierungen, Lithographien zu Jean Paul und anderen. Benediktbeuern 2011
- Sisyphos, München 2003